# محمد ولد امسيكة
محمد ولد امسي (1908 - 1950) مناضل ومجاهد موريتاني ورمز وطني خلال حقبه الاستعمار الفرنسي على موريتانيا.

## عن حياته
ولد محمد عام 1908 وعمل في صباه في رعي الاغنام وبعدما اصبح شاب انتقل للعمل في شركة فرنسية كانت متواجده في تلك الفترة تدعى شركة صمبطلي وكانت الشركة مسؤوله عن انشاء طريق بين مدينتي روصو ونواكشوط وعمل بها لفتره بعدها قرر ترك العمل لما وجده من ظلم واضطهاد من الفرنسسين وتولد لديه كره اتجاههم.

## الحياة العملية
بعدما ترك محمد العمل لدى الشركة اصبح فوي البنيه وقرر محابة المستعمر وتخليص بلده منهم, فبدا بحمل السلاح ومواجهه الفرنسيين وبدا بتوجيه حملات فرديه حيث كان يهاجمهم تاره في الجنوب وتاره في الشمال وكذلك في الجهه الشرقية من البلاد وأثبت المصادر انه قام بعمليات مماثلة في الجهه الغربيه حيث يقطن الفرنسيين وكان ذا سرعه ومهاره مذهلتين وكبد الفرنسيين خساير فادحه في صفوفهم, وهذا ما قد ساعده في انتشار صيته في جميع ارجاء البلاد حيث بدا يتعاون معه القبائل والعشائر ويساندونه, بعدها ثار الفرنسسيون بشده وخصصو مبلغ مالي لمن يدلي بمعلومات تفيد عن مكانه, وزاد من غضب المستعمر ان احدى المرات كان الفرنيسسون يحييون حفل في وسط الصحراء حيث تقرع الطبول هناك ومن شده ذكاء محمد انه كان من ضمن المتواجدين في الحفل لكن بتخفي وبعد ان انتهى الحفل استطاع ان يقتل عدد كبير منهم, بعدها قرر الفرنسيون توكيل مهمه القضاء على محمد لرجل سنغالي يدعى موسي بيدي حيث عرف بمهارته في التصويب وتقصي الاثر وبعدها عرف موسى مكان محمد وفي الوقت نفسه عرف محمد بمقد موسى وفي الطريق تواجها الاثنان ومحمد يعرف موسى ولكن موسى لا يعرف فقال محمد لموسى : انا اعرف مكان محمد اتبعني ,بعدها اخذه لمكان خالي في الصحراء واستطاع ان يرغمه في ترك سلاحه ونزع ملابسه وجعله يرجع الى البلده عاريا يمشي في الطرقات ما اثار غضب الفرنسيين بشده’بعد ان نجح في هزيمة الفرنسيين لثلاث عقود قرر الفرنسيين تخصيص مكافاة مالية ضخمه لمن يقبض على محمد.

## مقتله
في صيف عام 1950 كان محمد يحضر الطعام في مكان منزوي من الصحراء فاذا برجلين ياتيان اليه وما ان اقتربا حتى اخذ بندقيته واستعد لهما وقال لهما من انتما قالا نحن اصدقائك القدامى سام وعبدات فعرفهما محمد واطمئن لهما ووضع بندقيته على جنب ودعاهما الى الجلوس وذهب لاكمال تحضير الطعام وما ان اعطاهما ظهره حتى تذكر عبدات الجائزة الضخمه على راس محمد وتبادل النظرات الخبيثة بينه وبين سام فقام فجاه واخذ البندقية واطلق النار على محمد الذي سقطت قتيلا على الفور ثم قاما بقطع راسه واحضاره للحاكم الفرنسي لكي يستلما الجائزة وما ان دخلا عليه وهما يحملان الراس جن جنون الحاكم حيث كانت الاوامر تنص على القبض عليه حيا وتسليمه للسلطات الفرنسية ولهذا امر الحاكم بسجن الرجلان بسبب فعلتهم.